# En doft av kärlek – Pot au Feu
En doft av kärlek – Pot au Feu (franska:  La passion de Dodin Bouffant) är en fransk historisk dramafilm från 2023. Filmen är regisserad av Trần Anh Hùng som även skrivit manus tillsammans med Marcel Rouff.
Filmen hade biopremiär i Sverige den 3 maj 2024, utgiven av Noble Entertainment.

## Handling
Filmen utspelar sig år 1885 och kretsar kring kocken Eugénie som arbetat för den berömda gourmeten Dodin i 20 år. Deras relation har utvecklats till en romans, men Eugénie älskar sin frihet och vill inte gifta sig med Dodin.

## Rollista (i urval)
- Juliette Binoche – Eugénie
- Benoît Magimel – Dodin Bouffant
- Patrick d'Assumçao – Grimaud
- Emmanuel Salinger – Rabaz
- Galatéa Bellugi – Violette
- Bonnie Chagneau-Ravoire – Pauline
- Sarah Adler – Paulines mor